# PROMOTIC
PROMOTIC je softwarový nástroj typu SCADA/HMI pro průmyslovou automatizaci. Slouží k vizualizaci, řízení a sběru dat z technologických procesů. Systém PROMOTIC vyvíjí a dodává ostravská firma Microsys, spol. s r.o. a to již od roku 1991.

## Popis
PROMOTIC je komplexní SCADA objektový softwarový nástroj pro tvorbu aplikací, které monitorují, řídí a vizualizují technologické procesy v nejrůznějších oblastech průmyslu. 

### Podporované platformy
PROMOTIC SCADA/HMI systém byl uveden na trh v roce 1991. První verze tohoto systému běžely na platformě MS DOS. V roce 1995 byl uveden zcela přepracovaný systém fungující na MS Windows. Aktuální verze systému PROMOTIC je kompatibilní se všemi verzemi Windows od XP výše (mimo Windows CE).

### Komunikační ovladače
SCADA systém PROMOTIC disponuje obsáhlou knihovnou komunikačních driverů pro komunikaci se širokým spektrem automatizačního hardware:
- Ovladač pro komunikaci uživatelsky konfigurovatelným ASCII/BIN protokolem
- Ovladač pro komunikaci protokolem Modbus Master
- Ovladač pro komunikaci protokolem Modbus Slave
- Ovladač pro komunikaci protokolem M-Bus
- Ovladač pro komunikaci protokolem normy IEC 60870-5
- Ovladač pro komunikaci s GSM moduly pomocí SMS zpráv
- Ovladač pro komunikaci protokolem S7-TCP/IP
- Ovladač pro komunikace s PLC automaty Allen Bradley protokolem DF1 a CIP
- Ovladač pro komunikaci s PLC Simatic protokolem 3964, 3964R nebo RK-512
- Ovladač pro komunikaci s PLC SAIA a DIGIControl protokolem S-BUS/S-BUS+
- Ovladač pro komunikaci s PLC automaty Mitsubishi řady A/Q/L/FX
- Ovladač pro komunikaci s PLC automaty FATEK
- Ovladač pro komunikaci s automaty ADAM
- Ovladač pro komunikaci s PLC automaty firmy Koyo Electronics
- Ovladač pro komunikaci s PLC automaty OMRON
- Ovladač pro komunikaci s PLC automaty firmy TECO
- Ovladač pro komunikaci s PLC automaty PROMOS firmy ELSACO
- Ovladač pro komunikaci s měřiči tepla INMAT66/51
- Ovladač pro komunikaci s PLC automaty MicroUNIT
- Ovladač pro komunikaci PROMOTIC protokolem NET0

### Standardní rozhraní
Dalšími typy protokolů je možné komunikovat prostřednictvím standardizovaných rozhraní.
PROMOTIC podporuje následující standardizovaná rozhraní:
- HTTP – PROMOTIC web server
- HTTPS – Zabezpečená HTTPS komunikace
- ADO, ODBC – Přístup k externím databázím (DBase, Excel, Access, Paradox, FoxPro, MsSQL, MySQL, Oracle atd.)
- OPC – Přístup k OPC serverům
- ActiveX – Přístup k externím ActiveX prvkům
- DLL – Přístup k externím DLL knihovnám
- DDE – Přístup k DDE komunikaci (server, klient)

## Licence
SCADA systém PROMOTIC je licencován dvěma základními způsoby:
- Komerční licence – vázaná na hardwarový nebo softwarový licenční klíč
- Freeware licence – systém je plně funkční jako v případě komerční licence, jediným omezením je velikost aplikace (100 proměnných pro vývojové prostředí a 30 proměnných pro runtime)

Všechny komponenty, komerční i freeware verze, jsou k dispozici v rámci jednoho instalačního balíčku – zdarma ke stažení na webu výrobce.

## Ocenění
- Control engineering – Produkt roku 2010
- Frost&Sullivan – Central and Eastern Europe SCADA Market Penetration Leadership Award 2010
- Elektrotechnika 2009 – Ostrava – ZLATÝ VÝROBEK
- Elektro Expo 2009 – Bratislava – GRAND PRIX